# 梅浦洋一
梅浦 洋一（うめうら よういち、1933年 - ）は、日本のテレビプロデューサー、映画プロデューサーである。東宝テレビ部時代に手がけた『太陽にほえろ!』、『俺たちの勲章』で知られる。元東宝テレビ部長、元東京映画新社代表取締役社長。

## 人物・来歴
1933年（昭和8年）、東京に生まれる。自由学園出身（12回生）である。
東宝に入社し、1957年（昭和32年）、世田谷区砧の東宝撮影所で松林宗恵監督の『青い山脈』（司葉子・宝田明主演）、佐分利信監督・主演の『夜の鴎』（田中澄江脚本）にスタッフとして関わる。
1969年（昭和44年）、テレビ部に異動となる。同年に出逢った日本テレビ放送網のプロデューサー岡田晋吉と1972年（昭和47年）、テレビ映画『太陽にほえろ!』の企画を立ち上げ、大ヒットとなる。
1993年（平成5年）、60歳を期に、東宝の100％子会社・東京映画新社の代表取締役社長となる。テレビ映画をひきつづき手がける。岡田の中京テレビ放送への転出・取締役就任後も、岡田とのタッグで企画をつづけた。
2004年（平成16年）9月1日、東宝は東京映画新社を吸収合併、東宝を存続会社とし同社を解散するにあたって、梅浦は同社社長を退任する。

## フィルモグラフィ
※ いずれもプロデューサー、企画作品。

### 劇場用映画
- 『俺の選んだ女』 （監督児玉進、東宝、1976年）

### テレビ映画
- 『東京バイパス指令』 （日本テレビ・東宝、テアトル・プロ、1968年 - 1970年）
- 『太陽にほえろ!』 （日本テレビ・東宝、1972年 - 1986年）
- 『俺たちの勲章』 （日本テレビ・東宝、1975年）
- 『俺たちの朝』 （日本テレビ・東宝、1976年 - 1977年）
- 『いろはの"い"』（日本テレビ・東宝、1976年 - 1977年）
- 『大追跡』 （日本テレビ・東宝、1978年）
- 『俺たちは天使だ!』 （日本テレビ・東宝、1979年）
- 『ジャングル』 （日本テレビ・東宝、1987年）
- 『NEWジャングル』 （日本テレビ・東宝、1988年）
- 『ハロー!グッバイ』 （日本テレビ・東宝、1989年）
- 『刑事貴族』 （日本テレビ・東宝、1990年 - 1992年）
- 火曜サスペンス劇場『追跡』 （日本テレビ / 制作協力東京映画新社、1997年 - 1999年）
- 金曜ロードショー『七曲署捜査一係』 （日本テレビ・中京テレビ放送・東宝 / 制作協力東京映画新社、1997年 - 1999年）
- 金曜ロードショー『刑事』 （日本テレビ・中京テレビ放送 / 制作協力東京映画新社、2000年）

## 註
1. 1 2 3 4  日本映画テレビプロデューサー協会公式サイト内の会報「326 - 2005年 新春特別号」の記述を参照。
2. ↑  東宝株式会社 簡易合併に関するお知らせ（2004年6月22日）の記述を参照。